# Manu VII
Manu VII foi rei de Osroena de 118/23 a 139. As fontes não concordam sobre o que aconteceu após a morte de Abgar VII (r. 109–116). Warwick Ball relata que o imperador Adriano (r. 117–138) nomeou Partamaspates como rei fantoche dos territórios capturados, incluindo Osroena, em 117. Também relata que os romanos restabeleceram a dinastia abgárida em 123 com a ascensão de Manu VII. Drijvers & Healey (1999), por outro lado, relatam que houve um período de dois anos após a morte de Abgar VII em que Edessa não teve rei antes que a dinastia abgárida fosse reinstaurada por Adriano em 118 como um reino cliente de Roma.